# Monasterio cartujo de Žiče
La Cartuja de Žiče (esloveno: Žička kartuzija, latín: Domus Valli Sancti Johannis) es el nombre de un monasterio de Žiče, perteneciente a la orden cartuja. Se encuentra en el recóndito valle de San Juan Bautista, en Stare Slemene, muy cerca del asentamiento de Žiče, término municipal de Slovenske Konjice, en el Este de Eslovenia. 
El monasterio fue establecido hacia el año 1160 por el Margrave de Estiria llamado Otokar III (†1164) y confirmado por su hijo Otokar IV, de la familia Traungau (desde el año 1180 Duque de Estiria). La cartuja de Žiče se considera una de las cartujas más viejas de Europa Central, siendo el primer monasterio cartujo fuera de Francia e Italia.

## Historia
Los primeros monjes que poblaron el valle de San Juan Bautista fueron los de la cartuja francesa llamada Ecclesia Maior, cerca de Grenoble, entre ellos también Beremund, que más tarde se convirtió en el primer prior, conde de Cornualles. La presencia de los monjes influyó también en la arquitectura y en la organización del asentamiento. En las décadas siguientes se erigió la iglesia, el monasterio superior con celdas para doce monjes y el monasterio menor para 16 laicos, con el hospicio (Ecclesia Minor) en Špitalič y una iglesia dedicada a la Virgen María, inspirados en el monasterio cartujo francés y de acuerdo con la normativa de la dirección del maestro Aynard. En el monasterio superior, mantenido por el prior, vivían los monjes de acuerdo con las estrictas reglas monásticas. Los hermanos laicos, bajo la dirección de un procurador, contribuyeron  a la existencia y el funcionamiento del monasterio principal. La primera cartuja de emergencia se construyó hasta el año 1165. La iglesia del monasterio de Juan el Bautista fue consagrada en 1190 por el patriarca de Aquilea, Gotfrid.
En las siguientes décadas el monasterio de Žiče se convirtió en uno de los monasterios más importantes de la zona: se les pidió a los priores de Žiče que lideraran la creación de nuevas cartujas, ahí estuvo la sede monástica de la provincia alemana desde 1335 hasta 1355, y (entre 1391 y 1410) también se fijó en Žiče la sede del Prior General de la obediencia romana de la orden cartujana. El monasterio de Žiče adoptó un papel similar al de Grande Chartreuse en Francia, lo cual implica que durante algún tiempo el monasterio de Žiče fue la metrópoli de esta orden, decidiéndose aquí la política religiosa. Además, el monasterio era continuamente visitado por aristócratas.
Las paredes y las torres del monasterio de Žiče pertenecen a la época de su fortificación en los siglos XV y XVI, necesaria debido al peligro de las invasiones turcas y las revueltas campesinas. Es entonces cuando se dejó de utilizar el monasterio menor, aunque la cartuja es uno de los pocos edificios que han conservado gran parte de la arquitectura del monasterio inferior y el único lugar donde el paisaje entre el monasterio superior e inferior quedó deshabitado, tal y como sucedía a finales del siglo XII.
En 1782, el emperador José II, en el espíritu de las reformas de la Ilustración, disolvió el monasterio por decreto.  Los monasterios de las órdenes contemplativas, que incluían también a los cartujos, no eran compatibles el nuevo espíritu y los puntos de vista de un emperador ilustrado paradigmático, como fue José II, en relación con el progreso de la agricultura, la industria y el desarrollo económico. Los quince monjes que vivían en el monasterio se dispersaron tras la disolución, regresaron a sus pueblos, se mezclaron con el clero secular pero no decidieron trasladarse a otro monasterio probablemente por temor a sufrir de nuevo la misma suerte. En 1828 las ruinas de la cartuja fueron compradas con un fondo de religiosos por el duque Weriand von Windischgrätz. Sus antecesores mantuvieron tres estanques y una fábrica de vidrio hasta finales del siglo XIX. Fue propiedad de esta familia hasta el final de la Segunda Guerra Mundial.
Además de los edificios conservados, tenemos la iglesia de la abadía consagrada a Juan el Bautista, que es una de las ruinas más imponentes, consagrada en 1190 por el patriarca de Aquileia, Gotfrid. Fue esta misma iglesia la que dio nombre al valle entero. La iglesia constaba de una nave y su estructura se basaba en las reglas monásticas. El coro quedó dividido desde el año 1321 en coro monástico y coro para los conversianos. No es seguro que fuera dotada de arcos antes del siglo XV, pero sabemos que a principios de este siglo fue adaptada al estilo gótico. En 1640 la iglesia adquirió una nueva entrada principal y dos capillas en el muro sur. Están parcialmente conservadas o excavadas las siguientes partes del monasterio: la capilla de Otokar, el refectorio, las bodegas, la cocina, un ala del piso, el claustro y la capilla del cementerio.

## La cartuja de Žiče hoy día
La cartuja se considera hoy una atracción turística e histórico-cultural visitada por alrededor de 20.000 personas al año. Junto a la entrada se encuentra el "Gastuž", la posada más antigua de Eslovenia (activa desde el año 1467), que además alberga una colección de recetas medievales.

## Eventos y exposiciones
En verano se realizan en el monasterio diversos eventos musicales, entre ellos una serie de conciertos denominados Noches musicales estivales de la cartuja de Žiče, organizadas por el Centro de eventos culturales de Slovenske Konjice.
Desde agosto de 2006, el "Club de estudiantes del valle del Dravinja" organiza cada año un festival cerca de la Cartuja de Žiče. Es un festival internacional de folk-reggae que dura tres días, llamado «samoREGGAEstan» o también «Music against the violence»: festival de música contra la violencia. En el festival han actuado varios grupos musicales de Eslovenia, Croacia, Serbia, Montenegro, Bosnia y Herzegovina, Austria, Italia y Alemania.
Desde el 30 de junio de 2007 hay en el monasterio de la cartuja una exposición permanente de Nataša Golob: «La herencia cultural del monasterio de Žiče».

## Enlaces
Kartuzijanski samostan Žiče
- Datos: Q995126
- Multimedia: Žiče Charterhouse / Q995126